# Emilio Butragueño
Emilio Butragueño Santos (sinh 22 tháng 7 năm 1963 tại Madrid) là một cựu cầu thủ bóng đá Tây Ban Nha, chơi ở vị trí tiền đạo, từng chơi cho các câu lạc bộ Castilla, Real Madrid, Atlético Celaya và đội tuyển Tây Ban Nha. Trong suốt sự nghiệp của mình ông có biệt danh El Buitre (Kền kền). Ông cũng là thành viên của nhóm Năm con kền kền, cùng với các đồng đội ở Real Manolo Sanchís, Martín Vázquez, Míchel và Miguel Pardeza. Ông từng là phó chủ tịch câu lạc bộ Real Madrid.
Năm 1981, Butragueño tới Real Madrid khi là một cầu thủ trẻ và chơi cho câu lạc bộ dự bị của họ là Real Madrid Castilla, trước khi có trận ra mắt ở đội hình chính của Real dưới sự chỉ đạo của huyền thoại Alfredo Di Stéfano năm 1984 trong trận gặp Cádiz CF. Ông đã ngay lập tức gây ấn tượng khi ghi được 2 bàn. Butragueño là thành viên trụ cột của Real Madrid trong thập niên 1980, giành được nhiều danh hiệu. Ông giành được Quả bóng đồng châu Âu (xếp thứ 3 trong cuộc bình chọn Quả bóng vàng châu Âu) 2 lần liên tiếp (1986 và 1987) và giành Pichichi (Vua phá lưới giải vô địch bóng đá Tây Ban Nha) năm 1991. Năm 1995, khi đã luống tuổi, Butragueño sang chơi cho Atlético Celaya ở México và ngay năm đầu tiên ông có mặt, đội bóng đã lọt vào trận chung kết giải vô địch quốc gia. Sau khi chơi ở đây 3 năm, ông quyết định giải nghệ cầu thủ vào tháng 3 năm 1998.
Ở cấp độ đội tuyển quốc gia, Butragueño chơi 69 trận cho Tây Ban Nha và ghi 26 bàn, thành tích đứng thứ 6 trong lịch sử đội tuyển. Ông tham dự Euro 84 và cùng Tây Ban Nha vào tới trận chung kết. Butragueño là cầu thủ chủ chốt của Tây Ban Nha tại World Cup 1986, trong đó có trận để đời gặp Đan Mạch khi ghi 4 bàn giúp đội nhà giành thắng lợi 5-1.
Ông từng là phó chủ tịch câu lạc bộ Real Madrid dưới thời chủ tịch Florentino Pérez.

## Danh hiệu
Castilla CF
- Vô địch giải hạng Nhì Tây Ban Nha: 1984

Real Madrid
- Vô địch Cúp UEFA (2 lần): 1985, 1986
- Vô địch Tây Ban Nha (6 lần): 1986, 1987, 1988, 1989, 1990, 1995
- Cúp Nhà vua Tây Ban Nha (2 lần): 1989, 1993
- Siêu Cúp Tây Ban Nha (4 lần): 1988, 1989, 1990, 1993
- Vua phá lưới Tây Ban Nha: 1991